# 特爾蘇丹大屠殺
2024年5月26日，以色列空軍對加沙地帶拉法西部的特爾蘇丹難民營發動空襲，導致45至50人喪生，超過200人受傷。這場空襲是以色列—哈馬斯戰爭中，對拉法地區進行的軍事行動中對平民最為傷亡慘重的一次。
此前，許多巴勒斯坦難民因加沙地帶其他地區的撤離而逃往拉法。當以色列入侵拉法並下令東部撤離時，一些居民逃往西部尋求安全。特爾蘇丹作為此攻擊的發生地，曾被明確指定為安全撤離區域。攻擊發生前兩天，國際法院下令以色列停止拉法攻勢，但以色列對這一命令有不同的解釋，並決定繼續其軍事行動。
以色列聲稱其攻擊該區域的哈馬斯基地，並殺死兩名高級指揮官，意外地引發火災。巴勒斯坦紅新月會則指出，實際上被攻擊的是「科威特和平」帳篷營。該空襲引起營地的火災，使得許多平民被困並遭受火災的傷害。
這場攻擊的影像迅速在全球傳播，被評為這場戰爭中「最慘烈的」畫面之一。這次攻擊遭到國際社會的普遍譴責，有些組織甚至將其定性為戰爭罪行和大屠殺。目前，以色列國防軍正在對這一事件進行調查。以色列總理本雅明·內塔尼亞胡承認，這是一次「悲劇性錯誤」。

## 背景
在以色列—哈馬斯戰爭期間，隨著以色列發佈疏散令，加沙地帶許多地方變得空無一人，大量難民湧向拉法。拉法迅速變得人滿為患，超過140萬平民在該地區尋求庇護。然而，當以色列入侵該城市時，其也下令疏散東部社區。估計有95萬平民逃離家園，前往南加沙被指定為安全的地區，包括拉法西部。
在空襲發生前兩天，國際法院下令以色列防止在拉法發生種族滅絕行為。歐洲—地中海人權監測組織報告稱，自命令發佈以來，以色列在48小時內對該城市發動60多次空襲。這一命令被廣泛理解為要求以色列停止拉法攻勢，歐盟表示以色列繼續進行攻勢違反這一命令。但以方則稱，這一命令只是要求他們遵守國際法規範，並不意味著必須停止軍事行動，其聲稱在加沙的行動目標是哈馬斯，而不是巴勒斯坦人民。

### 指定「安全區」
根據多個消息來源報導，以色列所攻擊的地點曾被以色列指定為「安全區」。CBC新聞展示以色列傳單的照片，上面寫著：
為了你的安全，以色列國防軍要求你立即離開這些地區，並通過海灘路前往代爾巴拉赫的已知避難所或特爾蘇丹的人道區域。我們已事先警告，不要事後怪我們。
NPR報導稱，以色列傳單敦促民眾撤離到特爾蘇丹的行動是在轟炸前一週進行的。接受法新社訪問的目擊者證實，他們只是根據以色列國防軍的傳單指示前往特爾蘇丹。
巴勒斯坦紅新月會表示，該地點被以色列指定為「人道區域」，其並未包含在以色列軍方在本月早些時候下令撤離區內。遇難者家屬表示，以色列軍隊曾告知難民，該地方是安全區。

## 襲擊
據報導指，以色列戰鬥機對特爾蘇丹的「科威特和平」帳篷營發射8枚導彈。該營地距離加沙地帶最大的聯合國近東巴勒斯坦難民救濟和工程處人道援助物資倉庫僅200（660英尺）遠。以色列方面聲稱，他們的目標是哈馬斯軍事基地，並且按照國際法規定，消滅兩名該組織的高層指揮官：西岸參謀長亞辛·拉比亞和資深官員哈立德·納加爾。
一名目擊者回憶，他聽到爆炸聲後走出家門，只見附近街道上煙霧瀰漫。襲擊的生還者表示，這場攻擊將人們活活燒死，並將一整個街區夷為平地。巴勒斯坦紅新月會指出，許多平民被困在熊熊烈火之中。NBC新聞驗證的影片顯示，巴勒斯坦人在帳篷中被火焰包圍，尖叫著尋求幫助，而民防隊員則在努力撲滅大火。另一段影片則顯示，志願者們正在試圖救援，畫面中還有被燒焦的屍體，其中包括一名身首分離的兒童。多家媒體將這次攻擊描述為一場大屠殺。
據以色列初步調查，平民傷亡是因一場火災所致。以色列向美國解釋，這宗火災是由於空襲中的碎片擊中營地附近的油罐，導致一頂帳篷起火，火勢隨後迅速蔓延至整個營地。但巴勒斯坦紅新月會則表示，空襲是直接針對營地。美國方面表示，他們無法驗證以色列對此事件的描述，並已開始進行自己的調查。以色列國防部也表示，他們正在考慮多種可能導致火災的原因，包括營地附近可能存放的武器。以色列還聲稱，使用的武器體積太小，不可能自行引起大火。
以色列聲稱，在進行空襲時已經採取措施以減少平民傷亡。以色列國防軍表示，此次空襲使用兩枚「縮小戰頭」的飛彈。他們還指出，該次空襲是在馬瓦西地區的人道主義區域外進行。

### 傷亡
由哈馬斯運營的加沙衛生部聲稱，這次攻擊至少導致45人喪生，而ActionAid UK的數據則顯示死亡人數達到50人。加沙衛生部進一步指出，在遇難者中，至少有12名女性、8名兒童和3名老人。無國界醫生組織報告稱，有數十名平民受傷，而加沙衛生部最終確認共有65人受傷。之後，受傷人數的統計上升到200多人。
這次襲擊的受害者被緊急送往阿聯酋醫院進行救治，但加沙衛生部表示，拉法地區的醫院資源不足，無法應對如此多的傷者。

## 反應

### 以巴雙方

#### 巴勒斯坦
哈馬斯和巴勒斯坦伊斯蘭聖戰組織對這次攻擊表示強烈譴責，並稱之為一場大屠殺，他們呼籲巴勒斯坦人民「站起來向以色列發起抗議」。一名巴勒斯坦民族權力機構總統辦公室的發言人也對這一事件表示譴責，並同樣將其稱為大屠殺。在5月27日發表的一份獨立聲明中，巴勒斯坦總統的顧問馬哈茂德·哈巴什呼籲立即對拉法地區進行干預，以保護當地平民。巴勒斯坦總統辦公室也發出干預的呼籲。

#### 以色列
以色列總理本傑明·內塔尼亞胡表示，這次事件是一個「悲劇性錯誤」。以色列軍方表示，這次攻擊正在「調查中」，而其最高軍事檢察官伊法特·托梅爾-耶魯沙爾米形容該事件「非常嚴重」。
兩名前以色列記者伊農·馬加爾和納維·德羅米以及饒舌歌手約夫·埃利亞西對這次攻擊表示讚揚，引起社交媒體用戶的憤怒。

### 國際

#### 國家
- 比利时：比利時首相亞歷山大·德克羅在攻擊後呼籲進一步的和平談判[2]。
- 加拿大：新民主黨領袖駔勉誠在事件片段廣泛傳播後發推文表示：「以色列國防軍空襲擊中拉法難民營的圖片令人震驚。這些圖片太可怕了，我不會分享它們。世界正在對加沙的人民失職。加拿大也對加沙的人民失職[52]。」
- 智利：該國強烈譴責以色列軍隊的無差別攻擊[53]。
- 哥伦比亚：哥倫比亞總統古斯塔沃·佩特羅譴責這次攻擊，並表示屠殺仍在繼續[54]。
- 埃及：該國譴責這次攻擊，再次呼籲以色列停止拉法攻勢[55]。
- 法國：法國政治家呼籲對以色列的攻擊进行反制，其中一人還稱其為「可惡的大屠殺」[56]。法國總統埃馬紐埃爾·馬克龍表示他對這些攻擊感到憤怒，並再次呼籲停火[2][57]。
- 德国：德國外交部長安娜琳娜·貝伯克表示國際法院的措施具有約束力，並敦促以色列遵守國際法[58]。
- 印度尼西亞：該國以最強烈的措辭譴責以色列對拉法難民營的攻擊，稱其為對國際法院命令的公然違反[59]。
- 義大利：意大利國防部部長圭多·克羅塞托表示，對巴勒斯坦人的暴力行為不再有任何正當性[60]。
- 伊拉克：襲擊事件發生後，當地宗教人物和薩德爾運動領導人穆克塔達·薩德爾呼籲關閉美國駐巴格達大使館[61]。
- 愛爾蘭：愛爾蘭副總理表示這次攻擊是野蠻的，並敦促以色列停止拉法攻勢[62]。
- 日本：日本外相上川陽子表示，該國對拉法攻擊後的人道主義狀況深感關切[63]。
- 约旦：約旦外交部譴責這宗攻擊事件，並敦促國際社會追究肇事者的責任[64]。
- 挪威：挪威外交部部長埃斯彭·巴特·艾德表示，以色列對拉法的攻擊違反了國際法[65]。
- 阿曼：阿曼外交部譴責這宗攻擊事件[66]。
- 土耳其：土耳其總統雷杰普·塔伊普·埃爾多安譴責這次攻擊，表示土耳其將盡一切可能追究野蠻的內塔尼亞胡的責任[67][68]。
- ：該國警告說，這次襲擊可能會阻礙停火談判[55]。
- 沙烏地阿拉伯：該國表示，其最強烈地譴責以色列軍隊在加沙進行的持續屠殺，並堅決反對以色列佔領軍公然持續違反對所有國際和人道決議、法律和規範[47]。沙地阿拉伯外交部還呼籲國際社會介入衝突[69]。
- 南非：南非國際關係部表示，政府已加入國際社會，譴責以色列的攻擊[70]。
- 西班牙：西班牙外交部部長何塞·曼努埃爾·阿爾瓦雷斯表示，拉法的轟炸是又一天無辜的巴勒斯坦平民被殺害，並指出，由於這次攻擊是在國際法院命令以色列停止在拉法和加沙其餘地區的行動之後發生的，其嚴重性更大[47]。
- 阿联酋：該國譴責這次攻擊，並強調以色列必須遵守國際法院的裁決[2]。
- 英国：英國外交部重申，其不支持拉法攻勢[2]。反對黨工黨領袖施紀賢表示，他將推動結束對加沙的入侵[71]。
- 美国：白宮辦公廳表示，其已經知道這些報告，並且仍在收集信息[72]。5月27日稍晚，拜登政府譴責這次攻擊，並開始評估這次打擊是否違反其紅線[7]。
- 葉門：也門外交部譴責這宗大屠殺[73]。

#### 國際組織
- 非洲联盟：非洲聯盟委員會表示，如果全球秩序要繼續存在，國際法院的命令必須「緊急執行」。其主席穆薩·法基在twitter上寫道：「在可怕的夜間空襲中，以色列國防軍殺害大多數被困在拉法難民營的巴勒斯坦婦女和兒童，以色列繼續無視國際法，蔑視兩天前國際法院對其結束在拉法的軍事行動的判決[47]。」

- 欧洲联盟：歐盟外交與安全政策高級代表何塞普·博雷利譴責這次襲擊，稱以色列的軍事行動需要停止[74]。

- 联合国：聯合國巴勒斯坦被佔領土問題特別報告員弗朗西斯卡·阿爾巴尼斯譴責這次襲擊，並稱其不可接受，她還表示以色列必須面臨制裁，以迫使其停止行動[75]。聯合國秘書長安東尼奧·古特雷斯譴責以色列這些行動殺害許多只是尋求避難的無辜平民，並補充說“這場恐怖必須停止”[74]。

- 聯合國近東巴勒斯坦難民救濟和工程處：聯合國近東巴勒斯坦難民救濟和工程處總幹事菲利普·拉扎里尼表示，這次攻擊的圖片證明拉法已經變成地獄[76]。

#### 人道組織
- 國際紅十字委員會：該組織的發言人表示，有必要遵守國際法，並且加沙的醫療系統無法應對這次襲擊[5]。
- 無國界醫生：該組織表示，這次襲擊顯示加沙沒有安全之地，並重申其停火的呼籲[77]。
- 巴勒斯坦紅新月會：該組織指出，以色列強迫平民遷移到那個區域[13]。
- ActionAid UK：該組織譴責這次不人道、野蠻的襲擊[3][78]。

一名在拉法的英國醫生表示，這次襲擊的片段是他所見過的最可怕的片段之一。

### 其他
- 美國—伊斯蘭關係委員會：該組織譴責這次襲擊，並呼籲美國總統祖·拜登停止向以色列提供武器，因為以色列在多次使用美國武器的攻擊中，加劇對平民的傷害[79]。該組織的副主任愛德華·艾哈邁德·米切爾在新聞發布會上表示，拜登不應再改變立場和跨越自己的紅線，以及每一條美國法律、國際法和基本人類尊嚴的紅線，並指出拜登提供的軍事、財政和外交支持是讓所有美國人沾上無辜巴勒斯坦人鮮血[80]。

- 猶太和平之聲：該組織譴責以色列的大屠殺，並呼籲這場種族滅絕必須結束[81]。

- 蘇格蘭前首席部長洪姆扎·尤薩夫在分享襲擊的圖片後寫道：「見證這些影像，捫心自問，你是否站在歷史的正確一邊[52]？」

## 另見
- 賈巴利亞難民營市場空襲
- 馬加齊難民營空襲
- 沙提難民營空襲
- 麪粉大屠殺
- 涉及彈藥運輸或儲存事故和事件列表